# 1904年型76毫米山炮
1904年型76毫米山炮，也称1904年型3英寸快速山炮，是圣彼得堡奥布霍夫工厂为沙俄陆军研制的一款山炮。

## 历史[2]
1897年，炮兵装备局下属炮兵委员会总结认为1883年式2.5英寸山炮过时，应采用3英寸口径作为下一代山炮。国内外各家企业拒绝参与投标，1902年由圣彼得堡奥布霍夫工厂开始研制。1904年1月7日定型。
日俄战争爆发后，订购了48门山炮。随即1904年又订购了32个8门制炮兵连的294门山炮，要求1905年5月完成订单。1905年春季投入交战，但未发挥很大作用。日军使用的同类炮是三十一年式速射砲，具有更大射程（6.5km），但射速低（2-3发/分钟）。
1908年3月14日，决定全军换下1883年式2.5英寸山炮。
第一次世界大战比较轻便的1904年型76毫米山炮主要用于高加索战线；而M1909式76.2毫米山炮更重，不便于在崎岖山地使用。

## 技术性能[3]
- 口径: 76,2 мм

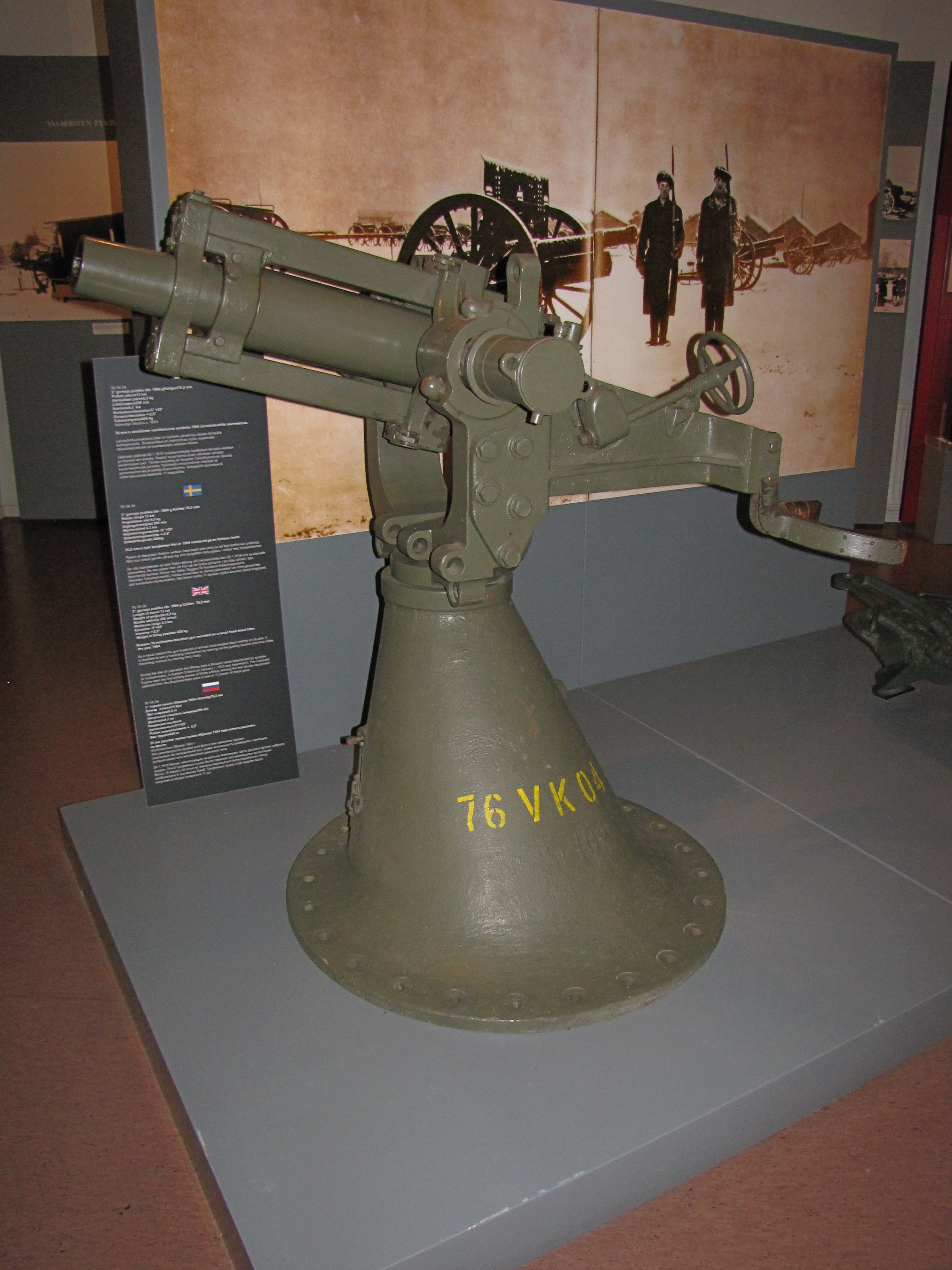
1915年由阿穆尔区舰队移交给波罗的海舰队的火炮

- 全长: 1016 мм / 13 клб.
- 线长: 723 мм / 9,5 клб.
- 炮室长度: 216 мм / 2,83 клб.

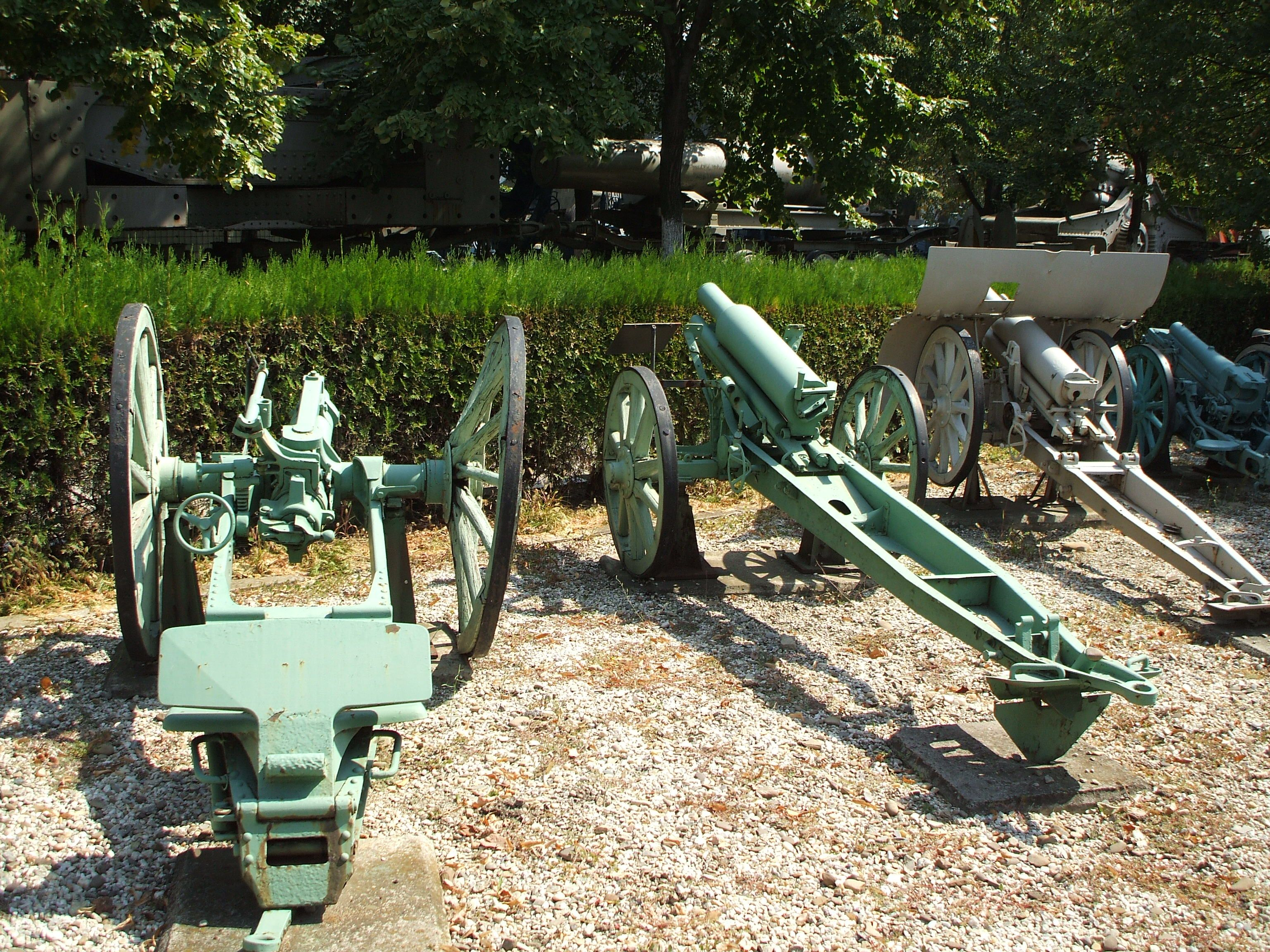
三门山炮，只有右侧的有炮盾。

- 战斗重量 428(456)кг
- 射速: 5 发/分钟
- 射程: 4267 м
- 初速: 290 м/с
- 仰角: −10°/+25°
- 方向角: 6°

### 炮弹
二战时使用的弹种：
- 53-UOF-352: 高爆榴弹
- 53-УО-352А: 榴弹
- 53-UBP-352 (53-UBP-352M): 穿甲弹
- 53-USH-352 (53-USH-352D): 榴霰弹
- 53-UD-352A: 发烟弹
- 53-UZ-352: 燃烧弹